# 273412 Eduardomissoni
273412 Eduardomissoni è un asteroide della fascia principale. Scoperto nel 2006, presenta un'orbita caratterizzata da un semiasse maggiore pari a 2,2703469 UA e da un'eccentricità di 0,1417633, inclinata di 6,59201° rispetto all'eclittica.